# Hrabstwo Monroe (Illinois)
Hrabstwo Monroe – hrabstwo w USA, w stanie Illinois, z liczbą ludności wynoszącą 27 619, według spisu z 2000 roku. Siedzibą administracji hrabstwa jest Waterloo. Hrabstwo Monroe jest częścią metropolii Saint Louis.

## Geografia
Według spisu hrabstwo zajmuje powierzchnię 1030 km², z czego 1006 km² stanowią lądy, a 24 km² (2,37%) wody.

### Sąsiednie hrabstwa
- Hrabstwo St. Clair – północny wschód
- Hrabstwo Randolph – południowy wschód
- Ste. Genevieve – południe
- Hrabstwo Jefferson – zachód
- Hrabstwo St. Louis – północny zachód

Stan Illinois na mapie USA

Zachodnia część hrabstwa położona przy rzece Mississippi jest obszarem zalewowym rzeki. Wschodnia część hrabstwa jest stosunkowo płaska i pierwotnie była prerią. W strefie środkowej hrabstwa znajdują się wysokie klify wapienne oraz dolomity. Obszar ten wyróżnia się krajobrazem krasowym z licznymi jamami wodnymi, jaskiniami i źródłami.

## Historia
Hrabstwo Monroe powstało 6 stycznia 1816 roku z terenów dwóch hrabstw: Randolph i St. Clair. Swoją nazwę obrało na cześć Jamesa Monroe, który był Sekretarzem Wojny Stanów Zjednoczonych, a następnie prezydentem USA (1817 – 1825). Pierwotną siedzibą władz hrabstwa przed 1825 rokiem było Harrisonville.

## Demografia
Według spisu z 2000 roku hrabstwo zamieszkuje 27 619 osób, które tworzą 10 275 gospodarstw domowych oraz 7778 rodzin. Gęstość zaludnienia wynosi 27 osób/km². Na terenie hrabstwa jest 10 749 budynków mieszkalnych o częstości występowania wynoszącej 11 budynków/km². Hrabstwo zamieszkuje 98,77% ludności białej, 0,05% ludności czarnej, 0,19% rdzennych mieszkańców Ameryki, 0,31% Azjatów, 0,18% ludności innej rasy oraz 0,50% ludności wywodzącej się z dwóch lub więcej ras, 0,74% ludności to Hiszpanie, Latynosi lub inni.
W hrabstwie znajduje się 10 275 gospodarstw domowych, w których 37,70% stanowią dzieci poniżej 18. roku życia mieszkający z rodzicami, 65,30% małżeństwa mieszkające wspólnie, 7,30% stanowią samotne matki oraz 24,30% to osoby nie posiadające rodziny. 21,30% wszystkich gospodarstw domowych składa się z jednej osoby oraz 9,60% żyje samotnie i ma powyżej 65. roku życia. Średnia wielkość gospodarstwa domowego wynosi 2,65 osoby, a rodziny 3,09 osoby.
Przedział wiekowy populacji hrabstwa kształtuje się następująco: 26,40% osób poniżej 18. roku życia, 7,40% pomiędzy 18. a 24. rokiem życia, 30,60% pomiędzy 25. a 44. rokiem życia, 22,20% pomiędzy 45. a 64. rokiem życia oraz 13,40% osób powyżej 65. roku życia. Średni wiek populacji wynosi 38 lat. Na każde 100 kobiet przypada 96,80 mężczyzn. Na każde 100 kobiet powyżej 18. roku życia przypada 93,60 mężczyzn.
Średni dochód dla gospodarstwa domowego wynosi 55 320 USD, a dla rodziny 62 397 dolarów. Mężczyźni osiągają średni dochód w wysokości 41 243 dolarów, a kobiety 27 130 dolarów. Średni dochód na osobę w hrabstwie wynosi 22 954 dolarów. Około 2,30% rodzin oraz 3,40% ludności żyje poniżej minimum socjalnego, z tego 2,80% poniżej 18. roku życia oraz 7,30% powyżej 65. roku życia.

## Miasta
- Columbia
- Waterloo

## Wioski
- Fults
- Hecker
- Maeystown
- Valmeyer